# Traction Aérienne
Die Société La Traction Aérienne war ein französischer Hersteller von Automobilen.

## Geschichte
Das Unternehmen aus Neuilly-sur-Seine begann 1921 mit der Produktion von Automobilen. Die Markennamen lauteten Traction Aérienne und Eolia. 1926 endete die Produktion.

## Fahrzeuge
Das einzige Modell war mit einem Zweizylindermotor mit 1527 cm³ Hubraum ausgestattet. Der Antrieb erfolgte nicht über die Räder, sondern durch einen Propeller, der an der Wagenfront angebracht war, ähnlich wie beim Leyat. Im Gegensatz zum Leyat wurden die Vorderräder gelenkt. Die aerodynamisch geformte, geschlossene Karosserie bot Platz für zwei Personen. Das Gewicht betrug nur 304 kg.